# 今村舞
今村 舞（いまむら まい、1975年8月14日 - ）は、日本のドラマー。福岡県出身。SUPER EGG MACHINEの元メンバー。血液型はO型。愛称はまいまい。

## 概要
高校1年生の時に習っていたピアノの先生がドラムを演奏してる姿に感銘を受けドラムを始める。
2000年にスリーピースガールズバンド・SUPER EGG MACHINEを結成し、ドラムスを担当。2002年にトイズファクトリーからシングル「Brandnew Way」を発売しメジャーデビューを果たすものの、2004年に発売された2ndアルバム『All Black or Nothing』を最後に解散。以後は多数のミュージシャンの作品に参加するスタジオ・ミュージシャンや、ライブに帯同するバックバンドのサポートメンバーとして活動している。

## 演奏参加
- 浦田直也
- 加藤和樹
- Buono!
- 所ジョージ
- +α/あるふぁきゅん。
- 春奈るな
- カネコアヤノ
- カサリンチュ
- みみめめMIMI
- 楠田亜衣奈
- 島かおり
- nozomi
- May'n
- 佐香智久
- LGMonkees
  - イマアイ
- 山猿
  - カジカ
  - ありがとう
- Aimer
- KOTOKO
- 小林幸子
- あゆみくりかまき
- DOMINO88
- 井手綾香
- Salley
- 奥華子
- 東京女子流
- SHOGO
- DISH//
- たこやきレインボー
- JOKER
- earthmind
- 寿美菜子
- yozuca*
- 中川翔子
- ハルカトミユキ
- JOYZ
- 新谷良子
- 山崎あおい
- meg rock
- 高垣彩陽
- YUI
- MiChi
- 水樹奈々
- ももちひろこ
- 古川雄大
- 甲斐名都
- 阿部真央
- ゆず
- ひいらぎ
- 野中藍
- KAT-TUN
- 関ジャニ∞
- キリト
- ビアンコネロ
- 小久保淳平
- ラムジ
- 奥井雅美
- 島谷ひとみ
- マーティ・フリードマン
- SUEMITSU & THE SUEMITH
- melody.
- ラブハンドルズ
- →SCHOOL←
- 堀下さゆり
- アイドルマスター